# Pieter Custers
Pieter Johan Jozef Maria Custers (* 13. März 1984 in Weert) ist ein ehemaliger niederländischer Bogenschütze.
Custers feierte bereits als Nachwuchsschütze internationale Erfolge. 2001 wurde er Mannschaftseuropameister der Junioren. Nach dem Wechsel in die niederländische Herrenmannschaft gewann er 2002 bei den Europameisterschaften im finnischen Oulu die Silbermedaille im Mannschaftswettbewerb. Bei den Weltmeisterschaften 2003 in New York wurde Custers mit der niederländischen Mannschaft Sechster. Mit einem dritten Platz im Einzelwettbewerb und dem Sieg im Mannschaftswettbewerb bei den Europameisterschaften 2004 sicherte sich Custers die Qualifikation für die Olympischen Spielen 2004 in Athen. Dort lag er im Einzelwettbewerb nach der Qualifikationsrunde mit 646 Punkten aus 72 Pfeilen auf Rang 36. In der ersten Runde verlor er aber dann sein Duell gegen den Kasachen Stanislaw Zaborodskij mit 141:145 und schied aus. In der Endabrechnung belegte er schließlich Rang 44. Besser lief es zusammen mit seinen Teamkollegen Wietse van Alten und Ron van der Hoff. Im Mannschaftswettbewerb erreichten sie Platz fünf. Pieter Custers wurde von seinem Vater Jan trainiert.